# Черноголовая флейтовая птица
Черноголовая флейтовая птица (лат. Cracticus cassicus) — вид певчих птиц из семейства ласточковых сорокопутов (Artamidae). Выделяют два подвида. Распространены на Новой Гвинее и близлежащих островах.

## Описание
Черноголовая флейтовая птица достигает длины 32—35 см и массы от 130 до 155 г. Характеризуется массивным телосложением, относительно большой головой и короткими ногами. Клюв крепкий, удлинённый, кончик надклювья загнут снизу. Половой диморфизм не выражен. Голова, горло и верхняя часть груди чёрного цвета. Перья на мантии и спине чёрные с белой окантовкой (количество белого цвета меняется с возрастом). Надхвостье т кроющие перья хвоста белые. Кроющие перья крыльев чёрные с заметным белым пятном. Хвост чёрный, наружные рулевые перья с белыми кончиками. Нижняя часть тела ниже верхней части груди белого цвета. Радужная оболочка тёмно-коричневая или чёрная. Клюв бледно-голубовато-серый или молочно-голубой с чёрным кончиком; ноги черные. У молодых особей чёрные перья головы, груди, спины и кроющих перьев крыльев с коричневыми кончиками; клюв серый. У подвида C. c. hercules немного длиннее крылья, в среднем длина крыла составляет 185 мм, по сравнению с длиной крыла у номинанта, равной 170 мм.

## Вокализация
Песня представляет собой громкую беспорядочную смесь звуков горна и йодля, содержащую колокольчатые ноты и разухабистые фразы с хриплыми нотами, бульканьем, музыкальным кваканьем. Эти разнообразные фразы объединяются в песню, которая длится до 6 секунд. Пение может длиться несколько минут и включать несколько разных вариантов. Иногда имитирует пение других птиц, таких как разные виды райских птиц (Paradisaeidae), лесная сорокопутовая мухоловка (Colluricincla megarhyncha), Pseudorectes ferrugineus, Dicrurus bracteatus и шлемоносный филемон (Philemon buceroides).

## Места обитания и биология
Черноголовая флейтовая птица обитает в низменных лесах, в просветах тропических лесов, густых зарослях вторичной поросли, часто вблизи человеческого жилья, на опушках и в садах. Встречается до высоты примерно 650 метров над уровнем моря. Питается крупными насекомыми, личинками, пауками (Araneae) и фруктами; также поедает мелких позвоночных, включая птиц. Кормится в основном парами или небольшими группами в кронах деревьев, граничащих с открытыми пространствами. 
Биология размножения исследована неполно. Единичные записи о гнездах предполагают, что размножение может происходить в любое время года, предпочтительно в конце сухого сезона. Сообщалось, что несколько пар могут гнездиться близко друг к другу. Гнездо представляет собой объемистую чашу из палок и прутьев, размещается на высоте 9—25 м над землей ближе к концу мощной боковой ветви дерева. В кладке 2—3 яйца размером примерно 33 х 25 мм. Яйца окрашены в бледно-оливковой цвет с коричневым, голубым или зелёным оттенком, со слабыми коричневыми вкраплениями и несколькими более тёмными коричневыми пятнами на тупом конце. Другой информации нет.

## Подвиды и распространение
Выделяют два подвида:
- Cracticus cassicus cassicus (Boddaert, 1783) — Новая Гвинея и близлежащие острова (Ару, Гебе, Вайгео, Батанта, Салавати и Мисоол)
- Cracticus cassicus hercules Mayr, 1940 — острова Тробриан и Д’Антркасто